# Raúl Domínguez (pintor)
Raúl Domínguez (Rosario, 5 de diciembre de 1918-ibidem, 1999) fue un pintor argentino reconocido tanto en su país como en Europa. Es recordado también como «el Pintor de las Islas».

## Biografía
Nació en Rosario, Santa Fe, lugar donde desde chico, y alentado por Emma Esther Ferrari de Borrachia, maestra suya en Escuela N.º 55 Domingo Faustino Sarmiento, comenzó estudios de dibujo y pintura con el profesor Eugenio Fornels.
Investigador y estudioso de su región comenzó a convivir con los isler
Su obra no solo se basó en la pintura sobre lienzos. El interior del hall de la Estación Fluvial de Rosario, el Museo "El Paraná y las Islas" y la escuela que fundó en 1969, son muestra de esto.
Sus obras también traspasaron las fronteras del país haciendo también presentadas en Ecuador, México, Italia, Alemania, Francia, y España (país que le otorgó la ciudadanía), donde, entre 1962 y 1995 realizó una exposición permanentemente.
Además de la pintura también se dedicó a escribir artículos en diversos diarios y revistas, participó en congresos, seminarios y encuentros como disertante o expositor. También editó el libro "El Paraná y las Islas" y el Vocabulario Insular ilustrado.